# Anabasis (Liturgik)
Anabasis oder Anabase (altgriechisch ἀνάβασις anábasis „Aufstieg“) ist ein Fachbegriff der Liturgiewissenschaft. Im gottesdienstlichen Geschehen unterscheidet sie die katabatische („absteigende“) Bewegung Gottes zum Menschen hin; sie gilt als primär: Gottes gnadenhafte Zuwendung ermögliche Gottesdienst. Davon umfangen ist die anabatische („aufsteigende“) Bewegung des Menschen hin zur Gottheit. Dies gilt für alle liturgischen Vollzüge, wird aber insbesondere bei Thema Eucharistie diskutiert.
Die Akzente werden konfessionell unterschiedlich gesetzt. Neigte die ältere evangelische Theologie dazu, einseitig das katabatische Handeln Gottes zu betonen, so bestimmte die römisch-katholische Theologie vor dem Zweiten Vatikanischen Konzil Liturgie einseitig als kultisches, d. h. anabatisches Handeln der Kirche.
Für evangelisch-lutherisches Liturgieverständnis grundlegend ist Martin Luthers Torgauer Kirchweihpredigt (1544): Im Gottesdienst ereigne sich, „das unser lieber Herr selbs mit uns rede durch sein heiliges Wort, und wir widerumb mit jm reden durch Gebet und Lobgesang.“ Luther stellte sich damit in eine durch Augustinus von Hippo geprägte Tradition. Augustinus Sander interpretiert: „Im Gottesdienst sind die primäre katabatische Dimension des Heils [= Gott redet durch sein Wort] und die anabatische Dimension des Glaubens [= die Gemeinde antwortet mit Gebet und Gesang] unlösbar ineinandergefügt. Sie müssen theologisch unterschieden, können aber im liturgischen Vollzug nicht geschieden werden.“
Nach dem Zweiten Vatikanischen Konzil ersetzte im römisch-katholischen Raum das Verständnis von Liturgie als Begegnungsereignis das bisherige kultische Liturgiemodell: Die Liturgiewissenschaft versteht „das Paschamysterium als die katabatische Dimension der Liturgiefeier, befasst sich aber ebenso mit der anabatischen Dimension, der lobpreisenden, Gott … antwortenden Gemeinde.“ Die Eucharistiefeier gewinnt, so Bertram Stubenrauch, durch die „katabatische Dynamik“ ihre Würde und Bedeutung: Gott handelt und kommt dem Menschen nahe. „Doch die feiernde Gemeinde antwortet darauf: durch Vertrauen, Gehorsam und Dankbarkeit. Man spricht von der anabatischen Bewegung, dem Aufstieg des Menschen zu Gott.“